# Wassermühle Alt-Mühlendorf

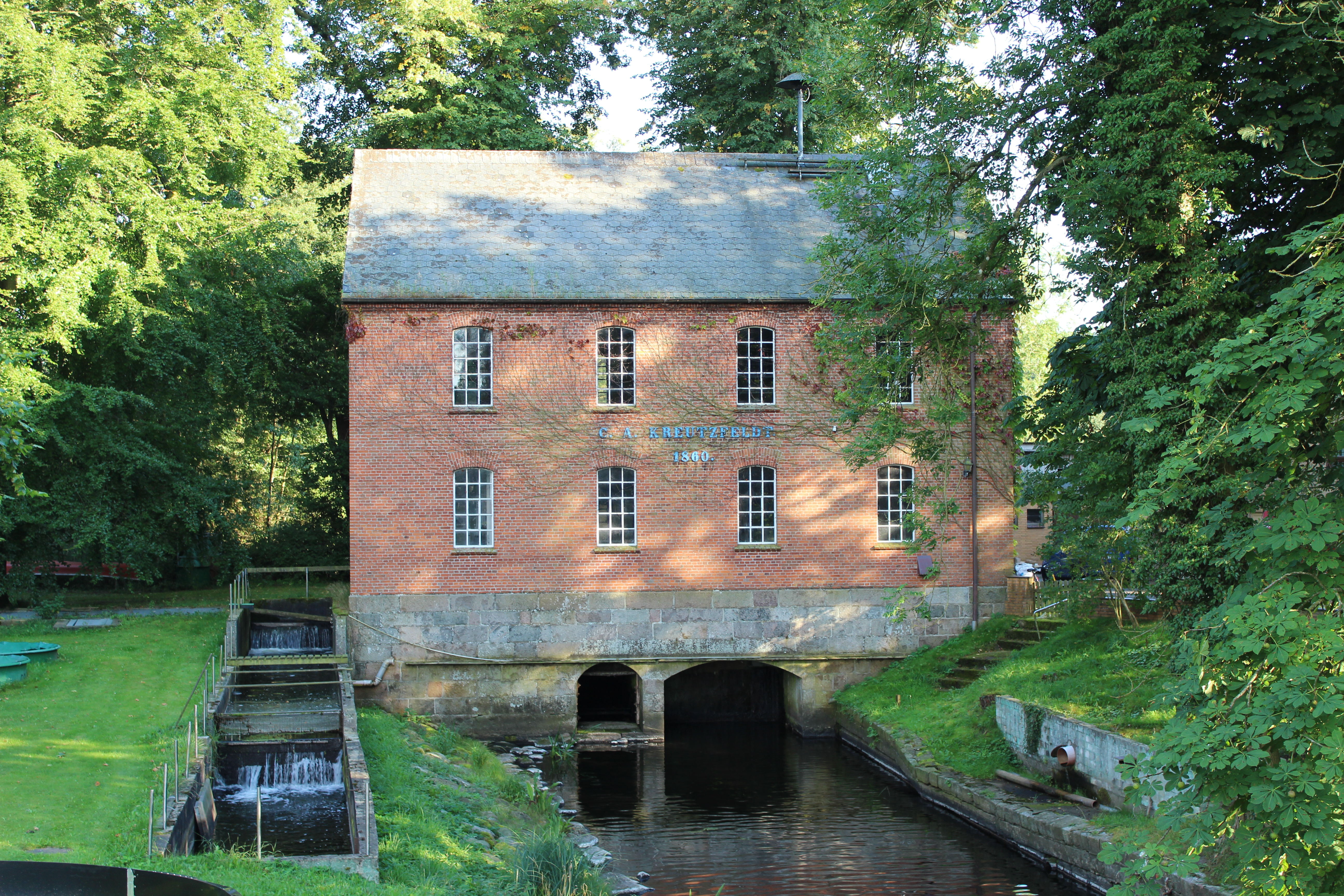
Wassermühle Alt-Mühlendorf

Die Wassermühle Alt-Mühlendorf ist eine Wassermühle im Ortsteil Alt-Mühlendorf der Gemeinde Warder im deutschen Bundesland Schleswig-Holstein.

## Geschichte
Die Mühle bezieht das Wasser zur Stromerzeugung aus Wardersee, Brahmsee, Pohlsee, Lustsee sowie aus dem Borgdorfer See mit zusammen etwa 3 km2 Wasserfläche. Das nutzbare Gefälle beträgt rund zwei Meter. Außerdem reguliert das Wasserkraftwerk den Pegel der vier erstgenannten Seen.
Es wird angenommen, dass sich in Alt-Mühlendorf mindestens seit der Ersterwähnung des Orts 1271 eine Wassermühle befand, die als Getreide- und Lohmühle genutzt wurde. In der heute gut erhaltenen Mühle von 1860 wurde schon während des klassischen Mühlenbetriebes 1913 erstmals elektrische Energie aus Wasserkraft erzeugt. Ein Gleichstromgenerator betrieb eine Batterie, aus der dann der Lichtbedarf für den Eigentümer der Mühle und dessen Nachbarn gedeckt wurde. 1949 wurde die Anlage auf Drehstrom umgestellt und das Energieversorgungsunternehmen Schleswag speiste den nicht für den Eigenbedarf benötigten Strom in sein Netz ein.
Seit 1971 treibt die Turbine einen Generator von 23 Kilowatt an, mit dem der jährliche Eigenbedarf des Mühlenbesitzers nahezu vollständig aus dem Betrieb des Wasserkraftwerkes abgedeckt werden konnte. 1992 wurde die Wassermühle an die Schleswag (E.ON Hanse) verkauft.

## Stromerzeugung
Im Jahr 2003 speiste die Anlage insgesamt rund 30.500 Kilowattstunden und im Jahr 2004 rund 42.000 Kilowattstunden in das Stromnetz ein. 1996 waren es aufgrund geringerer Niederschlagsmengen im Sommer nur 5.400 Kilowattstunden.

## Sonstiges
Mit Verfügung des Landesamtes für Denkmalpflege Schleswig-Holstein vom 4. Oktober 2005 wurde die Wassermühle in das Denkmalbuch für die Kulturdenkmale aus geschichtlicher Zeit eingetragen und steht damit unter Denkmalschutz.